# Irish Examiner

Das Logo der Zeitung

Der Irish Examiner (frühere Namen: Cork Examiner, The Examiner) ist eine irlandweit erscheinende Tageszeitung. 

## Verbreitung
Das Hauptverbreitungsgebiet des Examiner ist die Provinz Munster im Südwesten Irlands rund um den Stammsitz in der Stadt Cork. Der Vertrieb beliefert jedoch Kioske und Abonnenten im gesamten Land.
Die ebenfalls überregional verbreiteten Konkurrenzblätter sind die beiden Dubliner Zeitungen The Irish Times und Irish Independent sowie der Cork Independent. In den letzten Jahren hat der Irish Examiner einen Zuwachs an Lesern erzielt. Hauptsächlich wanderten diese vom Irish Independent zu ihr ab. Gemäß den offiziellen Medienstatistiken hatte der Examiner eine durchschnittliche tägliche Auflage von 23.387 im zweiten Halbjahr 2019.
Die politische Linie des Irish Examiners ist zentristisch und pro Fine-Gael-Partei.

## Geschichte
Die Zeitung wurde 1841 unter dem Namen „Cork Examiner“ von John Francis Maguire gegründet. Ein Motiv war die Unterstützung der Katholikenemanzipations-Bewegung des populären Politikers Daniel O’Connell. Der ursprüngliche Name wurde mit der zunehmenden Verbreitung und wirtschaftlichen Expansion zweimal abgeändert, zunächst zu The Examiner und schließlich zum gegenwärtigen Irish Examiner.
Die Tageszeitung hatte über ein Jahrhundert ihr Stammhaus in der Academy Street in Cork. Im November 2006 bezog sie neue Gebäude am Lapp′s Quay.
Das Blatt wurde im Juli 2018 von der Irish Times übernommen.